# Rishiganga
Die Rishiganga, auch Rishi Ganga, ist ein linker Nebenfluss der Dhauliganga im indischen Bundesstaat Uttarakhand.

## Flusslauf
Der Gebirgsfluss entwässert die vergletscherte Westseite der Nanda-Devi-Gruppe. Die Rishiganga entsteht auf einer Höhe von 4400 m am unteren Ende des Gletschers Dakhni Rishi Gal unterhalb der Westwand der Nanda Devi (7816 m). Der Fluss strömt in überwiegend westlicher Richtung durch das Hochgebirge. Er fließt durch eine enge Schlucht, bevor er nach etwa 30 Kilometern auf einer Höhe von etwa 1940 m bei der Ortschaft Raini in die Dhauliganga mündet. Das Einzugsgebiet der Rishiganga wird im Süden von den Bergen Trisul (7120 m) und Nanda Ghunti (6309 m), im Norden von Kalanka (6931 m) und Dunagiri (7066 m) begrenzt.
Die Rishiganga bildete früher den einzigen Zugang zur Nanda Devi und deren Nachbargipfeln. Die Schlucht der Rishiganga bildete dabei eine erste Herausforderung für die Alpinisten. 

## Hydrologie und Einzugsgebiet
Die Rishiganga entwässert ein Areal von etwa 695 km², wovon 393 km³ mit Schnee oder Gletscher bedeckt sind. Der mittlere Abfluss beträgt 5 km oberhalb der Mündung 23,4 m³/s. Die höchsten mittleren Abflüsse liegen bei 69,5 m³/s, die geringsten mittleren Abflüsse bei 4,5 m³/s. Knapp 80 Prozent des Jahresabflusses entfallen auf die Monsun-Zeit, die von Juni bis September dauert.

## Wasserkraftwerke
- Karte mit allen Koordinaten:
- OSM |
- WikiMap

Der wasserreiche Fluss bietet ein großes Potential an Wasserkraft. Ein 13,2 MW-Wasserkraftwerk befindet sich nahe der Mündung, war jedoch in der Vergangenheit aufgrund technischer Probleme die meiste Zeit außer Betrieb. Ferner befinden sich zwei Wasserkraftwerke an der Rishiganga in Planung:
- Rishiganga-I: 2 Turbinen zu je 35 MW; 29 m hohe Betongewichtsstaumauer  mit einer Kronenhöhe von 2874 m und einer Kronenlänge von 118 m.[2]

- Rishiganga-II: 1 Turbine mit 35 MW; 29 m hohe Betongewichtsstaumauer  mit einer Kronenhöhe von 2309 m und einer Kronenlänge von 112 m.[1]

## Gletscherlauf an der Rishiganga (Februar 2021)
Am 7. Februar 2021 gegen 10:45 Ortszeit kam es im Quellgebiet der Rishiganga zu einem Gletscherlauf. Dabei wurde das 6 km unterhalb der Mündung an der Dhauliganga gelegene im Bau befindliche Wasserkraftwerk NTPC Tapovan überspült. Es wurden vermutlich mehr als 150 Arbeiter in den Fluten mitgerissen.

## Bilder und Karten

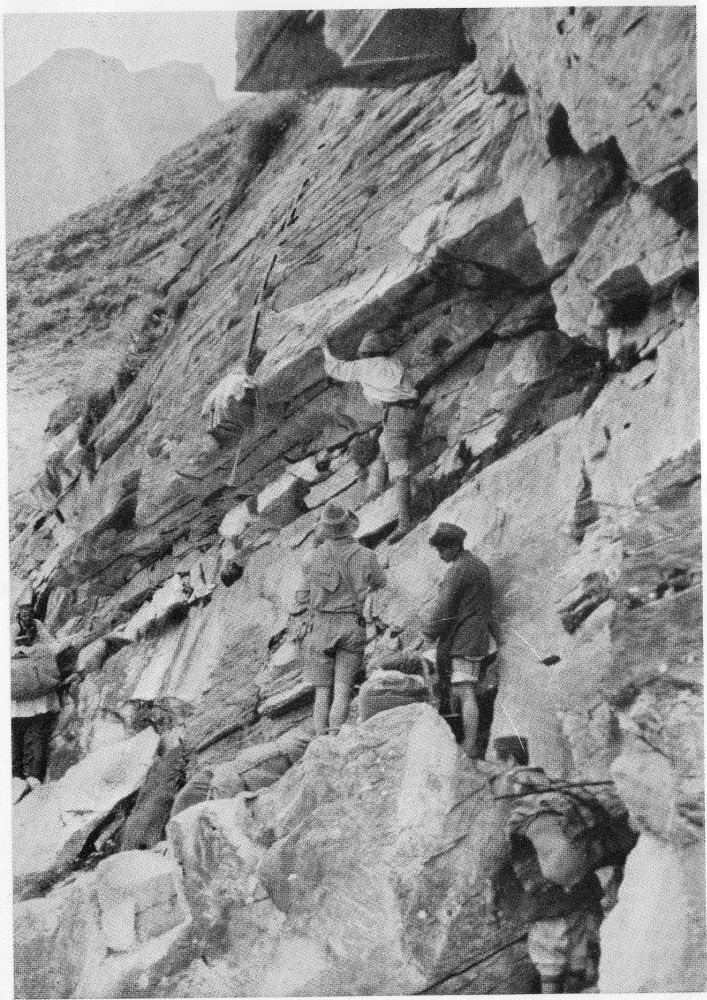
Foto einer Expedition im Jahr 1934 mit Eric Shipton und Bill Tilman
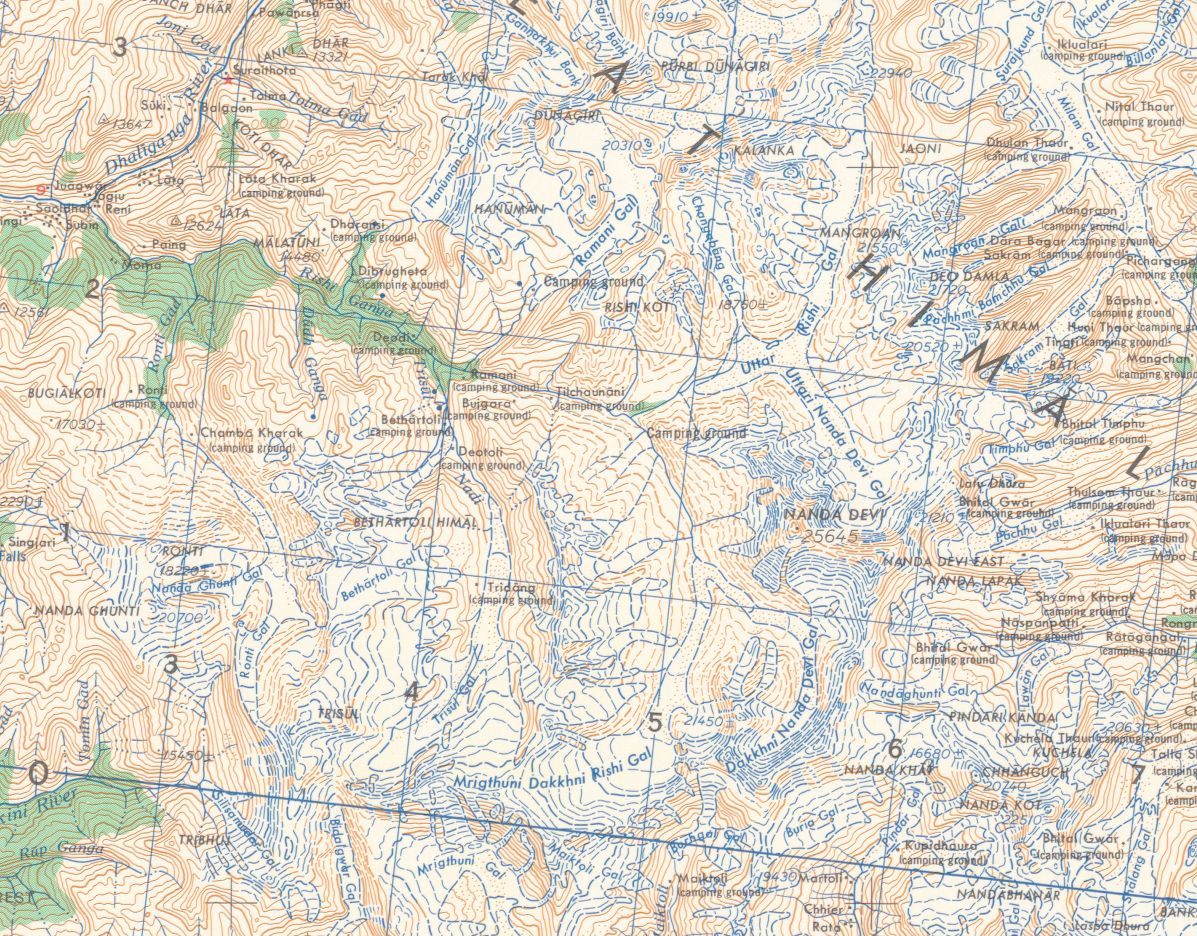
Detaillierte Karte von 1955
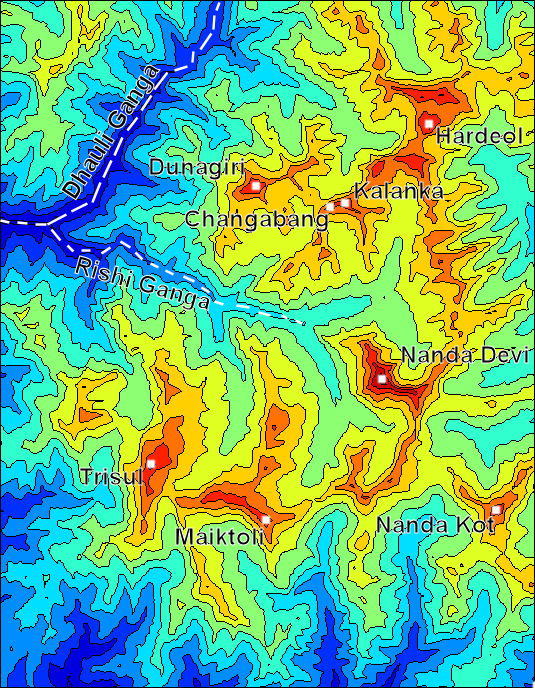
Karte mit Höhenlinien von 2000 bis 7500 m in 500-m-Schritten